# Rue Eugène-Fournière
La rue Eugène-Fournière est une voie du 18e arrondissement de Paris, en France.

## Situation et accès
La rue Eugène-Fournière est une voie publique située dans le 18e arrondissement de Paris. Elle débute au 120, boulevard Ney et se termine au 17, rue René-Binet.

## Origine du nom
Cette voie porte le nom de l'écrivain et homme politique français Eugène Fournière (1857-1914).

## Historique
La rue a été ouverte et a pris sa dénomination actuelle en 1927 sur l'emplacement du bastion no 37 de l'enceinte de Thiers.